# Wladimir Georgijewitsch Titow
Wladimir Georgijewitsch Titow (russisch Владимир Георгиевич Титов, wiss. Transliteration Vladimir Georgievič Titov; * 1. Januar 1947 in Sretensk, Oblast Tschita, Russische SFSR) ist ein ehemaliger sowjetischer und russischer Raumfahrer/Kosmonaut.
Titow verließ 1965 die Schule, arbeitete vorübergehend in einer Erdölförderungsanlage und bediente das Bohrgestänge, bevor er Berufssoldat wurde. Ab 1966 besuchte er die Hochschule für Piloten der Luftstreitkräfte in Tschernigow (Ukraine), die er vier Jahre später erfolgreich beendete. Bis 1974 blieb er an der Luftwaffenbasis als Pilotenausbilder und war dann Kommandant des Regiments, das den Kosmonauten Flugunterricht erteilt.

## Kosmonautentätigkeit
Im August 1976 wurde Titow mit der sechsten Gruppe in den Kosmonautenkader aufgenommen. Seine erste Exkursion ins All fand zusammen mit Gennadi Strekalow und Alexander Serebrow im April 1983 statt. Er leitete das Unternehmen Sojus T-8, das die defekten Sonnensegel der ein Jahr zuvor gestarteten Raumstation Saljut 7 reparieren sollte. Da alle Kopplungsversuche fehlschlugen, wurde der Flug nach nur zwei Tagen abgebrochen.
Ihren nächsten Flug sollten Titow und Strekalow ein halbes Jahr später, am 26. September 1983, mit Sojus T-10-1 unternehmen. Aber nur eine Minute vor dem geplanten Start fing eine defekte Treibstoffleitung Feuer – eine Explosion drohte. Es gelang dem Kontrollzentrum nach mehreren misslungenen Versuchen, das Rettungssystem manuell auszulösen, das die beiden Kosmonauten von der Rakete absprengte. Nach fünfeinhalb Minuten landeten sie wohlbehalten rund vier Kilometer von der Rampe entfernt.
Die Zeit bis zu seinem nächsten Raumflug nutzte Titow als Absolvent der Militärakademie der Luftstreitkräfte „J. A. Gagarin“ in Monino. Er beendete den dreijährigen Offizierslehrgang 1987.
Dreieinhalb Jahre nach seinem Debüt brach Titow mit Sojus TM-4 tatsächlich zu seiner zweiten Mission auf. Gemeinsam mit Mussa Manarow und Anatoli Lewtschenko startete er am 21. Dezember 1987 zur Raumstation Mir. Während Lewtschenko bereits nach einer Woche zur Erde zurückkehrte, blieben Manarow und Titow erstmals ein ganzes Jahr im erdnahen Weltraum. Sie verließen während ihres Aufenthalts drei Mal die Station, um Reparaturen und andere Arbeiten auszuführen: Ende Februar 1988 tauschten sie in viereinhalb Stunden ein Solarmodul aus und vier Monate später wechselten sie einen defekten Detektor an einem Röntgenteleskop aus. Dieser funktionierte jedoch nicht korrekt und so stiegen sie im Oktober 1988 erneut aus, um das Teleskop zu reparieren. Am 21. Dezember 1988 landeten die zwei Kosmonauten wieder auf der Erde und stellten mit knapp 366 Tagen in der Erdumlaufbahn einen neuen Rekord auf.
Einen Monat nach Unterzeichnung eines Raumfahrtabkommens zwischen Russland und den USA trafen Titow und Sergei Krikaljow im November 1992 im Johnson Space Center ein, um sich für eine Mission auf dem Space Shuttle vorzubereiten. Der Kooperationsvertrag sah unter anderem vor, einen NASA-Astronauten auf einen Langzeitflug von über 90 Tagen an Bord der Raumstation Mir zu schicken und einen Kosmonauten an Bord des Shuttle-Fluges STS-60 fliegen zu lassen.
Beide Kosmonauten trainierten zunächst gleichberechtigt für die Teilnahme am US-Raumflug, bis Anfang April 1993 die Wahl auf Krikaljow fiel. Danach fungierte Titow als Ersatzmann für STS-60, bekam jedoch im September 1993 von der NASA seinen „eigenen“ Shuttle-Flug: er flog als Missionsspezialist mit der Mission STS-63 im Februar 1995. Bei dem Unternehmen näherte sich erstmals eine US-Raumfähre der russischen Raumstation. Mir und Discovery führten ein elf-Meter-Rendezvous durch. Im weiteren Verlauf des Fluges setzte Titow die Plattform SPARTAN aus und fing diese nach zwei Tagen wieder ein.
Anschließend war Titow Leiter der Ausbildung am Juri-Gagarin-Kosmonautentrainingszentrum, bevor er seinen vierten und letzten Raumflug unternahm, der ihn erneut zur Raumstation Mir führte. STS-86 wurde im Herbst 1997 vom Orbiter Atlantis durchgeführt und brachte neben Versorgungsgütern ein neues Besatzungsmitglied zur Station. Der planmäßige Wachwechsel erfolgte durch David Wolf, der nach über vier Monaten seinen Kollegen Michael Foale ablöste. Während des elftägigen Fluges stiegen Titow und sein amerikanischer Kollege Scott Parazynski für fünf Stunden aus und führten Wartungsarbeiten durch.

## Privates
Titow und seine Frau Alexandra haben einen Sohn und eine Tochter.

## Auszeichnungen
- Held der Sowjetunion (1988)
- Leninorden (1983 und 1988)
- Kommandeur der Ehrenlegion (1988)
- U.S. Harmon Prize (1990), zusammen mit Mussa Manarow